# HD 203473 b
HD 203473 b هو كوكب خارج المجموعة الشمسية يدور حول نجم التسلسل الرئيسي من النوع G HD 203473 تقريبًا 237 سنة ضوئية في قطعة الفرس.